# Herrenhaus Natzungen

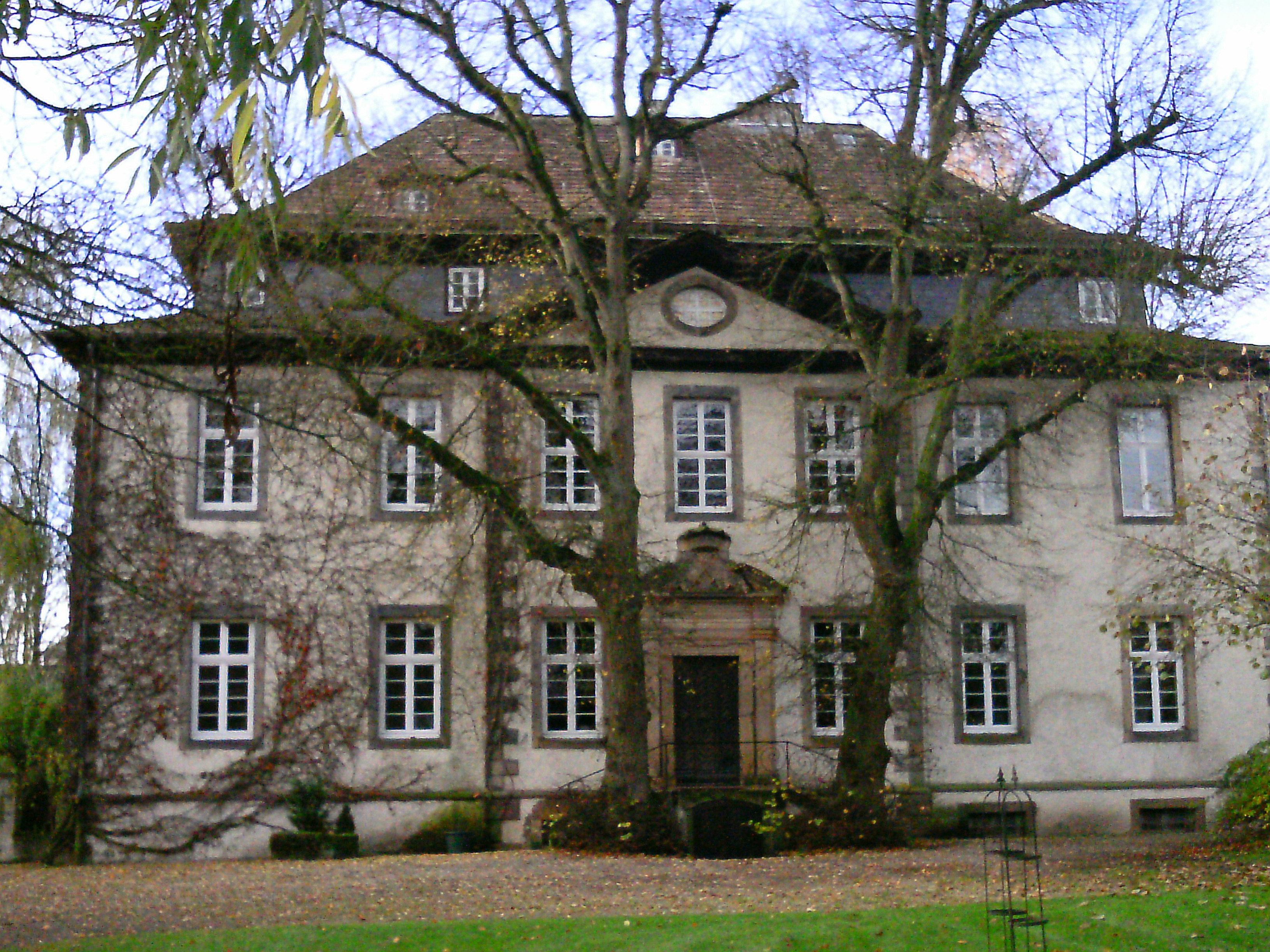
Herrenhaus Natzungen Frontansicht (von Osten)

Das Herrenhaus Natzungen (auch Schloss Natzungen genannt) ist ein denkmalgeschützter, ehemaliger Landadelssitz in Natzungen, einem Stadtteil von Borgentreich im Kreis Höxter, Nordrhein-Westfalen.

## Geschichte
Die Herren von Natzungen wurden erstmals in der Mitte des 12. Jahrhunderts als Ministeriale des Klosters Corvey erwähnt. Sie erscheinen bis zum Beginn des 15. Jahrhunderts u. a. als Burgmänner der Burg Borgholz. Es folgten auf dem Herrensitz die Familien von Richter und in der ersten Hälfte des 16. Jahrhunderts die von Derenthal. 1728 gehörte Haus Natzungen dann der Familie von Sieghardt. Erbaut wurde das heutige barocke Gebäude 1728 im Auftrag von Freiherr Leopold von Sieghardt und Anna Justina von Boggen. 
In einer Zwangsversteigerung um 1840 erwarb den Herrensitz der Freiherr Ignaz von Post. Im Jahre 1854 kaufte ihn der Graf von Westphalen zu Fürstenberg. Im Dritten Reich wurde das Gebäude als Landjahrlager genutzt, nach dem Zweiten Weltkrieg diente es als Wohnstätte für Flüchtlinge. Seit 1954 ist Haus Natzungen im Eigentum der Familie Müller-Deisig.